# Alopecosa alpicola
Alopecosa alpicola là một loài nhện trong họ Lycosidae.
Loài này thuộc chi Alopecosa. Alopecosa alpicola được Eugène Simon miêu tả năm 1876.